# Lissomma pallida
Lissomma pallida là một loài bướm đêm trong họ Geometridae.